# Mazedonier in Deutschland

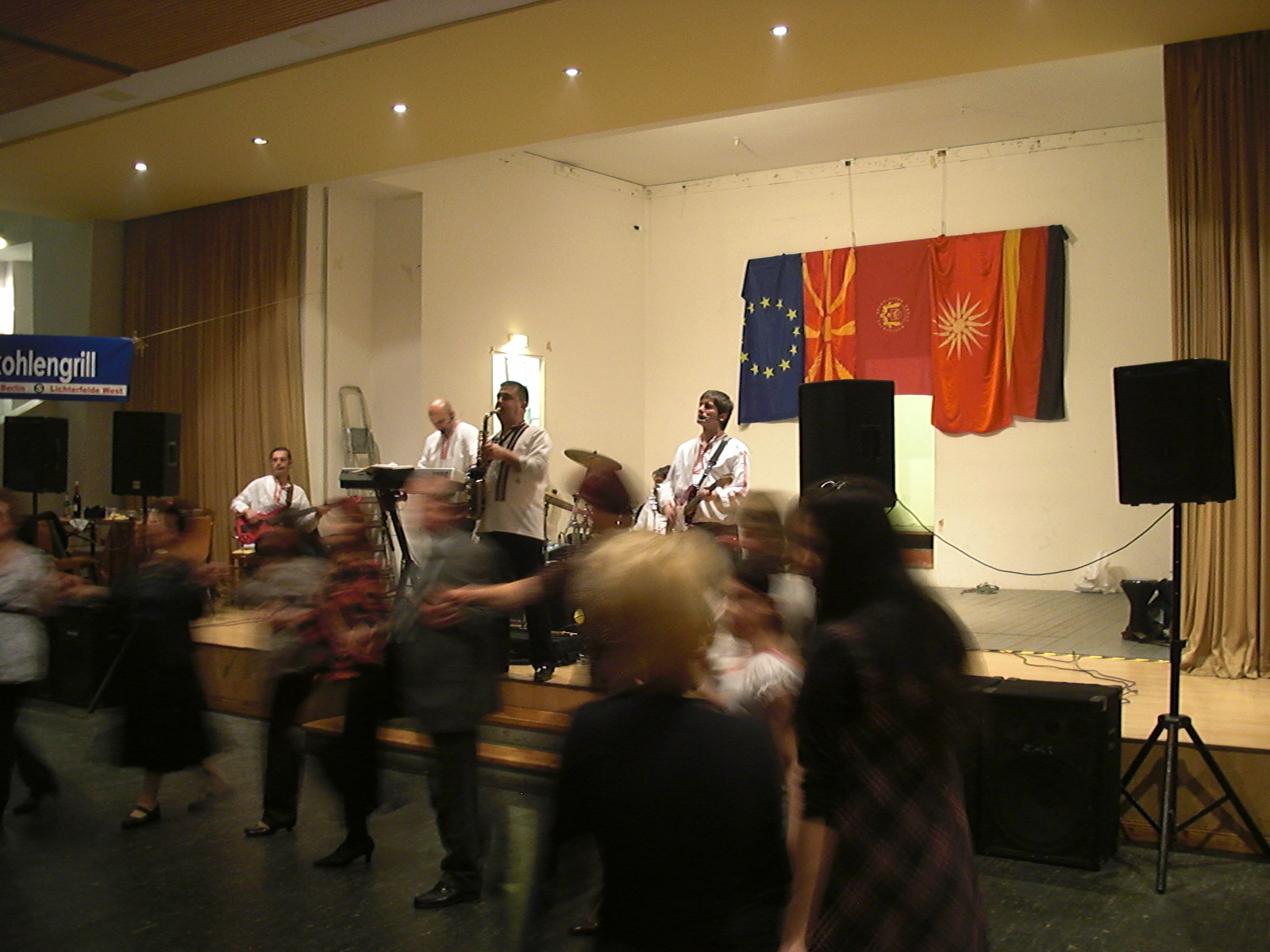
Mazedonisch kulturelle Veranstaltung in Berlin

Regionale Verteilung der mazedonischen Staatsbürger 2022

Die Zahl der Mazedonier in Deutschland beläuft sich auf mehrere Zehntausende. Der Großteil von ihnen stammt aus Nordmazedonien. Zusammen mit den Albanern aus Nordmazedonien stellen sie die Mehrheit der in Deutschland lebenden Staatsbürger Nordmazedoniens. Nach Daten des Statistischen Bundesamts lebten Ende 2020 117.969 Staatsbürger Nordmazedoniens in Deutschland.
Die ursprüngliche Muttersprache der Deutsch-Mazedonier ist die mazedonische Sprache, daneben wird als Fremdsprache – und zunehmend auch als Muttersprache – vor allem Deutsch gesprochen. Sie sind überwiegend mazedonisch-orthodoxe Christen.
Die Mazedonier leben größtenteils in den Bundesländern Bayern, Berlin, Niedersachsen und Baden-Württemberg. Die Städte mit den größten Anteilen an mazedonischen Bevölkerung sind Berlin, Nürnberg, Ingolstadt, Aalen, Hannover und Stuttgart.
Zu den mazedonischen Staatsbürgern Deutschlands zählen auch viele ethnische Albaner, die in Nordmazedonien rund 25 Prozent der Gesamtbevölkerung ausmachen (für mehr Informationen zur ethnischen Struktur und zur Minderheitenpolitik Nordmazedoniens siehe: Albaner in Nordmazedonien und Nordmazedonien#Innenpolitik). Daher kann die Zahl der slawischen Mazedonier in Deutschland nur ungenau beziffert werden.

## Organisation und Religion
Die Mazedonier in Deutschland sind überwiegend orthodoxe Christen. Im Rahmen der mazedonisch-orthodoxen Kirche oder der MPCO organisiert sich heute die Mehrheit der Auswanderer. Die meisten dieser Organisationen wurden in den frühen 1990er Jahren gegründet, bald nach dem Zerfall Jugoslawiens und somit der Gründung der Republik Mazedonien. Die ursprüngliche Kirchengemeinde wurde um 1980 in Hamburg gegründet, und bald darauf waren sechs weitere MPCO-Gemeinden in der Bundesrepublik etabliert. Die MPCO-Gemeinden haben ihre eigenen Kirchen, in denen viele Mazedonier für Ostern und Weihnachten zusammenkommen. Die größten sind:
- MPCO-"Sv. Kliment Ohridski" aus Berlin[4]
- MPCO-"Sv. Spas" aus Laatzen / Hannover[5]
- MPCO-"Sv. Atanasie" aus Nürnberg[6]
- MPCO-"Sv. Nikola" aus Ingolstadt[7]
- MPCO-"Sv. Kiril i Metodij" aus Stuttgart[8]
- MPCO-"Sv. Troica" aus München
- MPCO-"Sv. Dimitrija" aus Aalen[9]
- MPCO-"Sveti Kiril i Metodij" aus Dortmund[10]

Die MPCO-Gemeinden fördern die mazedonisch-orthodoxen Kirche in Deutschland, die traditionelle Folklore und das Brauchtum der Mazedonier. Sie fördern außerdem die Instandhaltung des mazedonischen kulturellen Erbes, der Sprache und der Traditionen der Mazedonier in Deutschland.
Zu den anderen christlichen Minderheiten in der mazedonisch-deutschen Gemeinde gehören die griechischen Katholiken, Ost-Katholiken, ein paar Unierte und einige Protestanten. Ein nicht kleiner Teil der Mazedonier sind muslimisch. Diese muslimischen Mazedonier werden Torbeschen genannt. Heute können viele Mazedonier allerdings inzwischen zu den Nichtreligiösen, Irreligiösen und Agnostikern sowie Säkularen gezählt werden.

## Sport
Es gibt mehrere von Mazedoniern gegründete Sportvereine und -mannschaften in Deutschland. Zu den bekanntesten zählt FK Makedonija 1970 aus Berlin.

## Bekannte Deutsch-Mazedonier
- Oka Nikolov – Fußballer

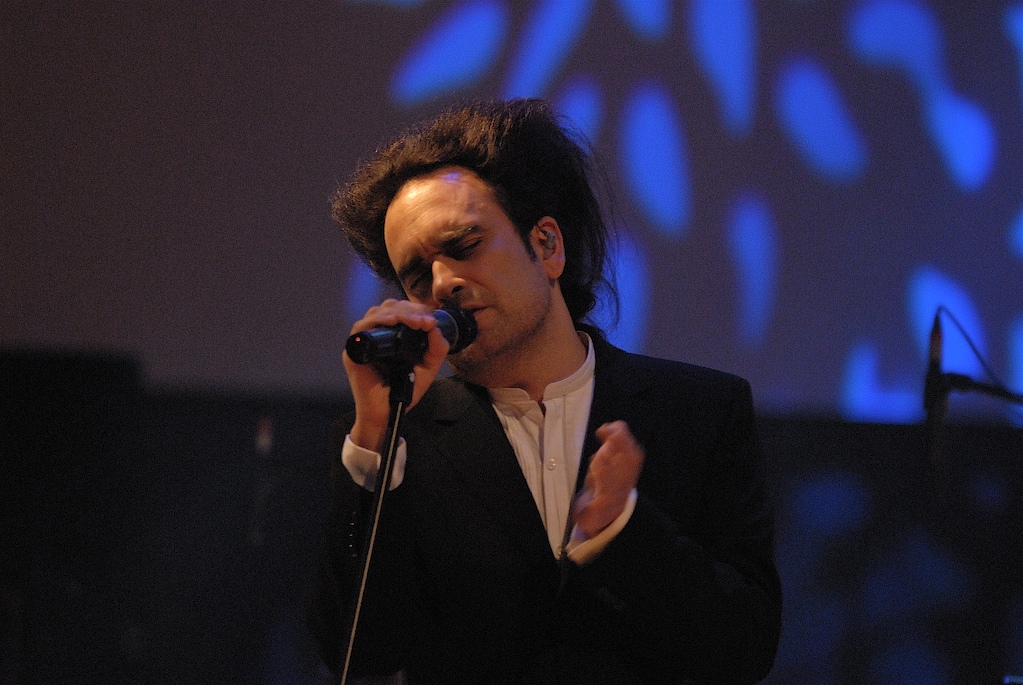
Alexander Veljanov

- Alexander Veljanov – Sänger, Songwriter
- Esra Küçük – Sozialwissenschaftlerin